# Bas-baryton
Bas-baryton – rodzaj głosu łączący w sobie cechy basu i barytonu. Często są to śpiewacy o niezwykle rozległej skali głosu umożliwiającej im śpiewanie zarówno partii barytonowych jak i basowych. Skala bas-barytonu obejmuje ponad dwie oktawy i sięga od F (czasem E) wielkiego do g razkreślnego.
Bas-baryton powinna cechować siła i głębia basu oraz blask barytonu (zwłaszcza w górnym rejestrze). Partii na bas-baryton jest wiele, jednak rzadko są to partie pierwszoplanowe. Bas-barytony często wykonują muzykę dawną, gdyż posiadając skalę basową posiadają również ruchliwość i blask, a także miękkość barytonu (głosu, którego nie wyróżniano w muzyce dawnej). Bas-barytony wykonują też partie przeznaczone dla basów buffo. W obrębie tego rodzaju głosu można wyróżnić kilka kategorii:

## Bas-baryton liryczny
- Don Pizarro w Fideliu Ludwiga van Beethovena
- Escamillo w Carmen Georges’a Bizeta
- Golaud w Peleasie i Melizandzie Claude’a Debussy’ego
- Mefistofeles w Fauście Charles’a Gounoda
- Don Alfonso w Così fan tutte Wolfganga Amadeusa Mozarta
- Figaro w Weselu Figara Mozarta
- Sinobrody w Zamku księcia Sinobrodego Béli Bartóka
- Hrabia Rudolf w Lunatyczce Vincenzo Belliniego
- Leporello i Don Giovanni w Don Giovannim W.A. Mozarta
- Don Basilio w Cyruliku sewilskim Gioacchino Rossiniego
- Silva w Ernanim Giuseppe Verdiego
- Filip II w Don Carlosie Giuseppe Verdiego

## Bas-baryton dramatyczny
- Igor w Kniaziu Igorze Aleksandra Borodina
- Scarpia w Tosce Giacomo Pucciniego
- Hans Sachs w Śpiewakach norymberskich Richarda Wagnera
- Wotan w Pierścieniu Nibelunga Richarda Wagnera
- Amfortas w Parsifalu Richarda Wagnera
- Borys i Warłam w Borysie Godunowie Modesta Musorgskiego

Najsłynniejszymi bas-barytonami w XX wieku byli: George London, José van Dam, Bryn Terfel, Simon Estes, Ian Curtis, Ferruccio Furlanetto, a ze śpiewaków wykonujących muzykę dawną Peter Kooy i David Thomas. Wśród Polaków należy wymienić przede wszystkim Adama Didura, Edwarda Reszke oraz Bernarda Ładysza. Ten ostatni to powojenny król basów nie tylko w Polsce, ale i na świecie.